# جزیره دیناگات
جزیره دیناگات (به لاتین: Dinagat Island) یک جزیره در فیلیپین است که در دیناگات آیلندز واقع شده‌است.

## خصوصیات
جزیره دیناگات ۱۰۶٬۹۵۱ نفر جمعیت دارد.